# Alexander Alexandrowitsch Menkow
Alexander Alexandrowitsch Menkow (russisch Александр Александрович Меньков; englisch Aleksandr Menkov; * 7. Dezember 1990 in Minussinsk) ist ein russischer Weitspringer.

## Leben
Alexander Menkow war Sportsoldat. Er studierte an der Staatlichen Pädagogischen Universität in Krasnojarsk.

## Erfolge

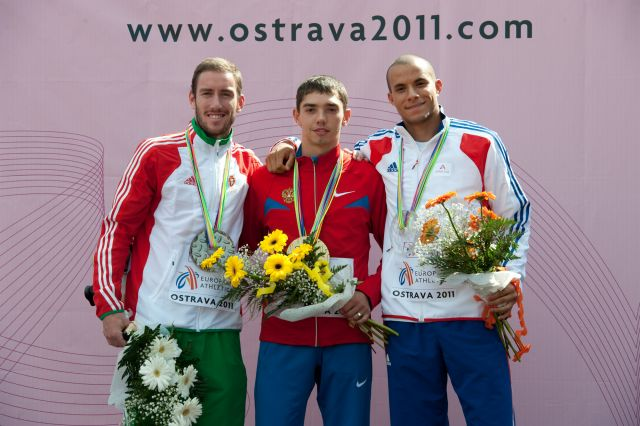
Marcos Chuva, Alexander Menkow und Guillaume Victorin bei den U23-Europameisterschaften 2011 in Ostrava

Alexander Menkow gewann die Junioreneuropameisterschaften 2009 in Novi Sad mit 7,98 m. Bei den russischen Hallenmeisterschaften 2011 in Moskau wurde er mit 7,88 m Zweiter. Das Grand Prix Meeting 2011 in Dakar im Rahmen der IAAF World Challenge gewann er mit 8,16 m vor Yahya Berrabah. In der Super League der Team-Europameisterschaft 2011 in Stockholm gewann er mit dem Meisterschaftsrekord von 8,20 m den Weitsprungwettbewerb vor Michel Tornéus und Christopher Tomlinson. Die U23-Europameisterschaften 2011 in Ostrava gewann er mit 8,08 m vor Marcos Chuva. Bei den Weltmeisterschaften 2011 in Daegu erreichte er das Finale und belegte dort mit 8,19 m im zweiten Versuch den sechsten Platz. Anschließend siegte er beim Internationalen Stadionfest Berlin (ISTAF) mit 8,15 m vor dem amtierenden Weltmeister Dwight Phillips und beim Hanžeković Memorial im Rahmen der IAAF World Challenge in Zagreb mit 8,18 m. Bei den Hallenweltmeisterschaften 2012 in Istanbul erhielt er mit 8,22 m die Bronzemedaille in einem Wettkampf, den er bis zum 5. Sprung angeführt hatte, die Halleneuropameisterschaften 2013 in Göteborg konnte er mit 8,31 m gewinnen. Die Weltmeisterschaften 2013 in Moskau gewann er mit 8,56 m. Bei den Weltmeisterschaften 2017 in London erreichte er mit 8,27 m er den vierten Platz.

## Bestleistungen
Am 7. September 2012 sprang er beim Sieg im Finale der Diamond League in Brüssel mit 8,29 m eine neue persönliche Bestleistung und gewann auch die Gesamtwertung der Serie. Seine Bestweite verbesserte er am 18. Mai 2013 bei seinem zweiten Platz beim Shanghai Golden Grand Prix auf 8,31 m, beim Sieg beim Prefontaine Classic in Eugene am 31. Mai 2013 auf 8,39 m, bei seiner Silbermedaille bei der Sommer-Universiade 2013 in Kasan am 12. Juli 2013 auf 8,42 m und seinem Weltmeistertitel am 16. August 2013 auf 8,56 m. Er ist damit der neue Rekordhalter des russischen Leichtathletik-Verbandes. Die alte Bestmarke stammte von Leonid Woloschin mit 8,46 m vom 5. Juli 1988, also noch zu Zeiten der RSFSR.
In der Halle liegt seine Bestweite bei 8,31 m, die er am 3. März 2013 bei seiner Goldmedaille bei den Halleneuropameisterschaften in Göteborg sprang. Im Dreisprung liegt seine Bestweite bei 15,20 m vom 25. Juli 2009 in Tscheboksary, im Hochsprung bei 2,15 m von der Spartakiade am 14. August 2010 in Saransk.